# Justinas Basinskas
Justinas Basinskas (født 22. januar 1923 i Trakiske, død 9. oktober 2003 i Vilnius, Litauen) var en litauisk komponist og lærer.
Basinskas studerede komposition på Litauisk Musikakademi hos Julius Juzeliunas, og underviste på Vilnius Universitet.
Han har skrevet 8 symfonier, orkesterværker, balletmusik, kammermusik, korværker, solostykker etc.

## Udvalgte værker
- Symfoni nr. 1 (1955) - for orkester
- Symfoni nr. 2 (1966) - for orkester
- Symfoni nr. 3 (1970) - for orkester
- Symfoni nr. 4 "Klokkerne" (1973) - for orkester
- Symfoni nr. 5 "Eksistens: livets Symfoni" (1977) - for orkester
- Symfoni nr. 6 "Klagesymfonien" (1979) - for orkester
- Symfoni nr. 7  "I hvirvelstrømmen" (1983) - for orkester
- Symfoni nr. 8 "Kaldet fra Jorden" (1986) - for orkester
- Kammersymfoni (1984) - for strygeorkester